# Lonchocarpus hidalgensis
Lonchocarpus hidalgensis là một loài thực vật có hoa trong họ Đậu. Loài này được Lundell miêu tả khoa học đầu tiên.